# Cyrtos

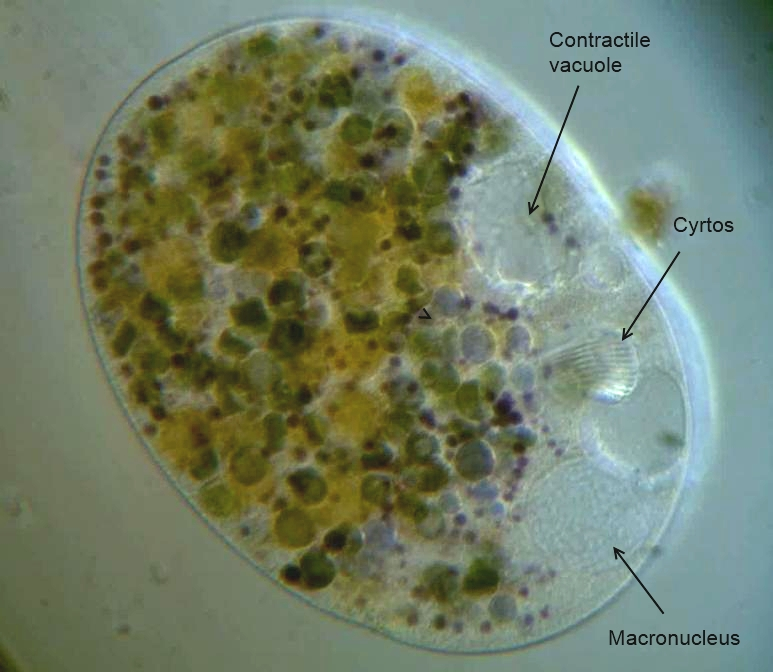
Cyrtos chez un protozoaire du genre Nassula

Le cyrtos (du grec κυρτος / kyrtos, « courbé ») est, chez certains ciliés, un appareil cytopharyngien tubulaire se caractérisant par des expansions foliacées.
Souvent incurvé, rappelant même une corne d'abondance, ses parois sont renforcées par des nématodesmes disposés longitudinalement issus de cinétosomes situés apicalement et tapissés d'extensions de microtubules postciliaires.